# 헤르만 무테지우스

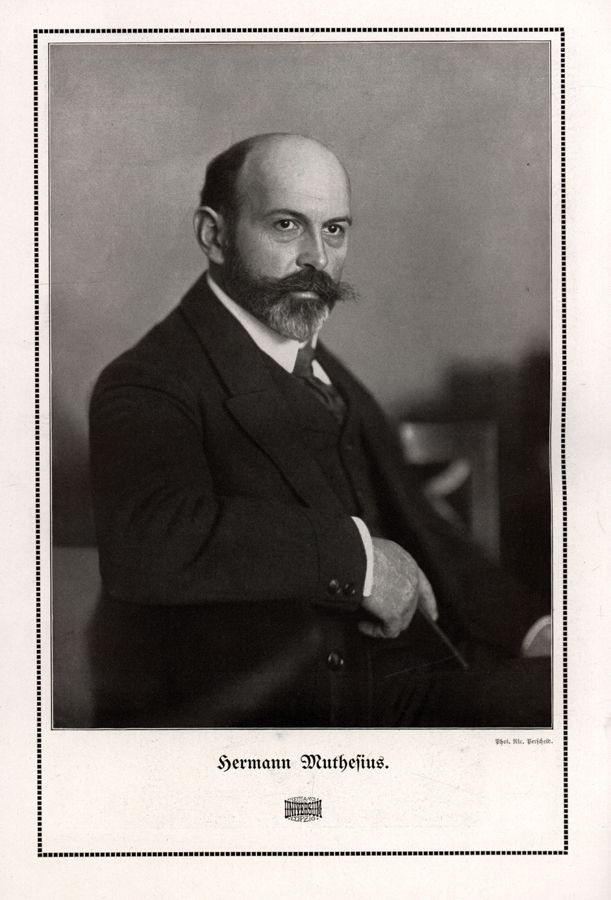

헤르만 무테지우스(Hermann Muthesius, 1861~1927)는 독일의 건축가이자 디자인 이론가이다. 그는 20세기 초 근대 디자인의 발전에 크게 기여한 인물로 평가받고 있다. 무테지우스는 1861년 독일 프로이센의 브레슬라우에서 태어났다. 그는 1889년 베를린 공과대학에서 건축학을 공부하고, 1890년부터 1903년까지 독일 주재 영국 대사관의 건축 담당관으로 근무했다. 영국에서 근무하는 동안 무테지우스는 영국의 건축과 디자인에 큰 관심을 갖게 되었다. 그는 특히 영국의 산업 디자인에 주목하여, 영국의 건축과 디자인을 소개하는 책을 여러 권 저술했다. 무테지우스는 1907년 독일 공작 연맹(Deutscher Werkbund)의 창립에 중심적인 역할을 했다. 독일 공작 연맹은 대량생산 시대에 걸맞은 산업 디자인을 발전시키기 위한 단체였다. 무테지우스는 독일 공작 연맹의 회장을 역임하며, 대량생산 시대에 걸맞은 산업 디자인의 발전을 위해 노력했다. 무테지우스는 또한 디자인 교육의 발전에도 기여했다. 그는 1919년 설립된 바우하우스(Bauhaus)의 초대 이사로 재직하며, 바우하우스의 교육 방침을 수립하는 데 중요한 역할을 했다. 무테지우스는 1927년 독일 슈투트 가르트에서 열린 "주택 단지 박람회"를 기획했다. 이 박람회는 독일의 근대 디자인을 대표하는 전시회로 평가받고 있다. 무테지우스는 1927년 66세의 나이로 세상을 떠났다. 그는 20세기 초 근대 디자인의 발전에 크게 기여한 인물로 평가받고 있다.

## 무테지우스의 디자인 철학
무테지우스는 기능주의와 합리주의를 바탕으로 한 디자인 철학을 가지고 있었다. 그는 디자인은 기능을 충족하는 것이어야 하며, 단순하고 합리적인 형태를 추구해야 한다고 주장했다. 무테지우스는 또한 디자인과 기술의 통합을 강조했다. 그는 디자인은 기술과 결합하여 대량생산이 가능해야 한다고 주장했다.

## 작품
무테지우스는 건축가로서도 활발한 활동을 했다. 그는 독일의 다양한 도시에서 건축물을 설계했다. 대표적인 작품으로는 베를린의 "무테지우스 하우스"와 "바우하우스 건물"이 있다.

## 영향
무테지우스는 20세기 초 근대 디자인의 발전에 크게 기여한 인물이다. 그는 독일 공작 연맹의 창립과 바우하우스의 설립에 중심적인 역할을 했으며, 기능주의와 합리주의를 바탕으로 한 디자인 철학을 발전시켰다. 무테지우스의 디자인 철학은 전 세계의 디자인계에 큰 영향을 미쳤다.